# Say (Departement)
Say ist ein Departement in der Region Tillabéri in Niger.

## Geographie

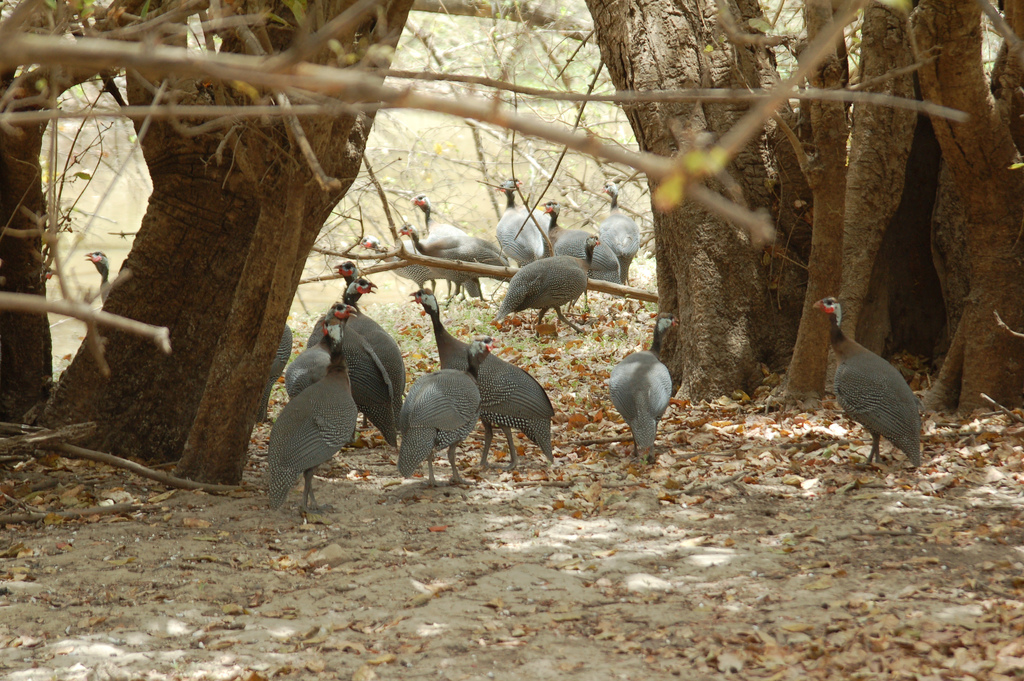
Helmperlhühner im Nationalpark W im Departement Say

Das Departement liegt im Südwesten des Landes und grenzt an Burkina Faso. Es besteht aus der Stadtgemeinde Say und den Landgemeinden Ouro Guélédjo und Tamou. Der namensgebende Hauptort des Departements ist Say. Im Süden von Say befindet sich der Nationalpark W.

## Geschichte
Nach der Unabhängigkeit Nigers im Jahr 1960 wurde das Staatsgebiet in 32 Bezirke (circonscriptions) aufgeteilt. Einer davon war der Bezirk Say. 1964 gliederte eine Verwaltungsreform Niger in sieben Departements, die Vorgänger der späteren Regionen, und 32 Arrondissements, die Vorgänger der späteren Departements. Im Zuge dessen wurde der Bezirk Say in das Arrondissement Say umgewandelt. Moutari Moussa, später Präsident der Nationalversammlung, leitete von 1981 bis 1983 als Unterpräfekt das Arrondissement.
Im Jahr 1998 wurden die bisherigen Arrondissements Nigers zu Departements erhoben, an deren Spitze jeweils ein vom Ministerrat ernannter Präfekt steht. Die Gliederung des Departements in Gemeinden besteht seit dem Jahr 2002. Zuvor bestand es aus dem städtischen Zentrum Say und den Kantonen Say, Guéladio, Tamou und Torodi. 2011 wurde Torodi als eigenes Departement aus dem Departement Say herausgelöst.

## Bevölkerung
Das Departement Say hat gemäß der Volkszählung 2012 174.211 Einwohner. Bei der Volkszählung 2001, vor der Herauslösung von Torodi, waren es 232.460 Einwohner, bei der Volkszählung 1988 162.888 Einwohner und bei der Volkszählung 1977 97.486 Einwohner.

## Verwaltung
An der Spitze des Departements steht ein Präfekt (französisch: préfet), der vom Ministerrat auf Vorschlag des Innenministers ernannt wird.
| Amtszeit                      | Name                                                             |
| ----------------------------- | ---------------------------------------------------------------- |
| …                             |                                                                  |
| 15. Apr. 2010 – 3. Jun. 2011  | Daouda Ali                                                       |
| 3. Jun. 2011 – 4. Dez. 2013   | Arouna Adamou                                                    |
| 4. Dez. 2013 – 16. Sep. 2015  | Amadou Ali                                                       |
| 16. Sep. 2015 – 29. Jul. 2016 | Jouldé Sajo                                                      |
| 29. Jul. 2016 – 23. Mär. 2017 | Maman Laouali Bouro (alias Maman Aouali Bouro, Aouly Brah Bouro) |
| 23. Mär. 2017 – 20. Jul. 2018 | Moussa Mossi Djibo                                               |
| 20. Jul. 2018 – 8. Dez. 2020  | Moustapha Mamane (alias Moustapha Mahaman)                       |
| 29. Jan. 2021 – 8. Nov. 2021  | Daouda Algabid                                                   |
| 8. Nov. 2021 – 24. Aug. 2023  | Barmini Kaboyé                                                   |
| seit 24. Aug. 2023            | Boubacar Abdou                                                   |